# Bieławieżski
Bieławieżski (Biełowieżskij, biał. Белавежскi, tarasz. Белавескі, ros. Беловежский, dosłownie: 'Białowieski') – wieś (agromiasteczko) na Białorusi, w obwodzie brzeskim, w rejonie kamienieckim, centrum administracyjne miejscowego sielsowietu.

## Geografia
Miejscowość położona między wsiami Miniewicze (na północy), Manczaki (na wschodzie), Czerniewo, Zabłocie, Murawczyce, Minkowicze (na południu), Czepiele i Wierzchy (na zachodzie), 48 km na północny zachód od Brześcia, 25 km na zachód od Kamieńca, 7 km na wschód od najbliższej stacji kolejowej w Wysokiem. Niedaleko od wsi biegnie droga R102, z Kobrynia do Wysokiego.

## Historia i współczesność
Miejscowość powstała w 1982 r., kiedy to rozpoczęto budowę osiedla dla pracowników miejscowego kołchozu. W tym samym roku rozpoczął działalność kombinat mięsny „Biełowieżskij” (ОАО «Беловежский»), zatrudniający obecnie ponad 1000 pracowników. Jako jeden z trzech białoruskich zakładów „Biełowieżskij” otrzymał zgodę na eksport swoich produktów do Rosji. Ponadto w agromiasteczku funkcjonuje dom kultury, biblioteka, przedszkole, szkoła średnia oraz centrum handlowe. Znajduje się też parafialna cerkiew prawosławna pw. Świętych Wiary, Nadziei, Miłości i ich matki Zofii.